# Мартыновка (Курганская область)
Мартыновка — село в Сафакулевском районе Курганской области, административный центр Мартыновского сельсовета.
Расположено в верховьях реки Чумляк (бассейн Миасса) в 9 км к юго-юго-западу от села Сафакулево и в 190 км к запад-юго-западу от Кургана. В местности множество озёр и болот (в селе находятся озёра Соленое, Душное, Чумляк и более мелкие).
Вблизи села проходит автодорога Щучье — Еткуль.

## Население
| 1989 | 2002 | 2010 |
| ---- | ---- | ---- |
| 913  | ↘629 | ↘430 |

По данным переписи 1926 года в селе проживало 1442 человека (695 мужчин и 747 женщин), в том числе: русские составляли 99 % населения.
Национальный состав: русские — 52 %, башкиры — 29 % (2002).

## История
Основано в 1865-66 г.г. переселившимися горнозаводскими крестьянами Михайловского завода (ныне г. Михайловск Свердловской области).
Изначально называлось поселение Мартынова, затем деревня Мартыновка (Мартыновская).
Церковь Рождества Богородицы в селе была построена в 1884 году, разрушена в 1960-х годах.
До 1917 года входило в состав Сухоборской волости Челябинского уезда Оренбургской губернии. По данным на 1926 год состояло из 280 хозяйств. В административном отношении являлось центром Мартыновского сельсовета Яланского района Челябинского округа Уральской области.

## Религия
Православные храмы
- Церковь Рождества Пресвятой Богородицы